# Cy Curnin
 (février 2013).
Si vous disposez d'ouvrages ou d'articles de référence ou si vous connaissez des sites web de qualité traitant du thème abordé ici, merci de compléter l'article en donnant les références utiles à sa vérifiabilité et en les liant à la section « Notes et références ».
Cy Curnin, né Cyril John Curnin le 12 décembre 1957 à Wimbledon, Angleterre, est un auteur-compositeur-interprète britannique, d'origine française par sa mère bordelaise. Il est le chanteur du groupe de rock The Fixx depuis sa formation en 1979.
Francophone passionné, il parle français sans accent et a déjà écrit des textes dans la langue de Molière.
Il mène, depuis 2005, une carrière en solo et a déjà produit quatre albums.

## Discographie

### Albums solo
- 2005 - Mayfly
- 2007 - The Returning Sun
- 2009 - Solar Minimum
- 2013 - The Horse's Mouth